# Задонский, Николай Алексеевич
Никола́й Алексе́евич Задо́нский (настоящая фамилия — Коптев; 1900—1974) — русский советский писатель, поэт, драматург, журналист, историк-исследователь.

## Биография
Родился 1900 года в Задонске (ныне Липецкая область) в семье купца, городского головы. Учился в местном приходском духовном училище два года; затем поступил в частную гимназию Павловского.
В 1918 году приезжает в Воронеж и служит корректором в типографии. Начинается его творческая деятельность; он пишет стихи. Тогда же стал журналистом газеты «Волжская беднота». За шесть лет работы в ней он опубликовал свыше двух тысяч публицистических работ.
В 1919 году Н. А. Задонский переезжает в Елец, где служит воспитателем детской колонии в Суходоле.
В Ельце Н. А. Задонский также редактирует газету «Свободный пахарь», после создает уездную комсомольскую газету «Красная молодежь».
В Воронеже возглавляет созданный по его инициативе журнал местного коммунистического союза журналистов «Красный луч».

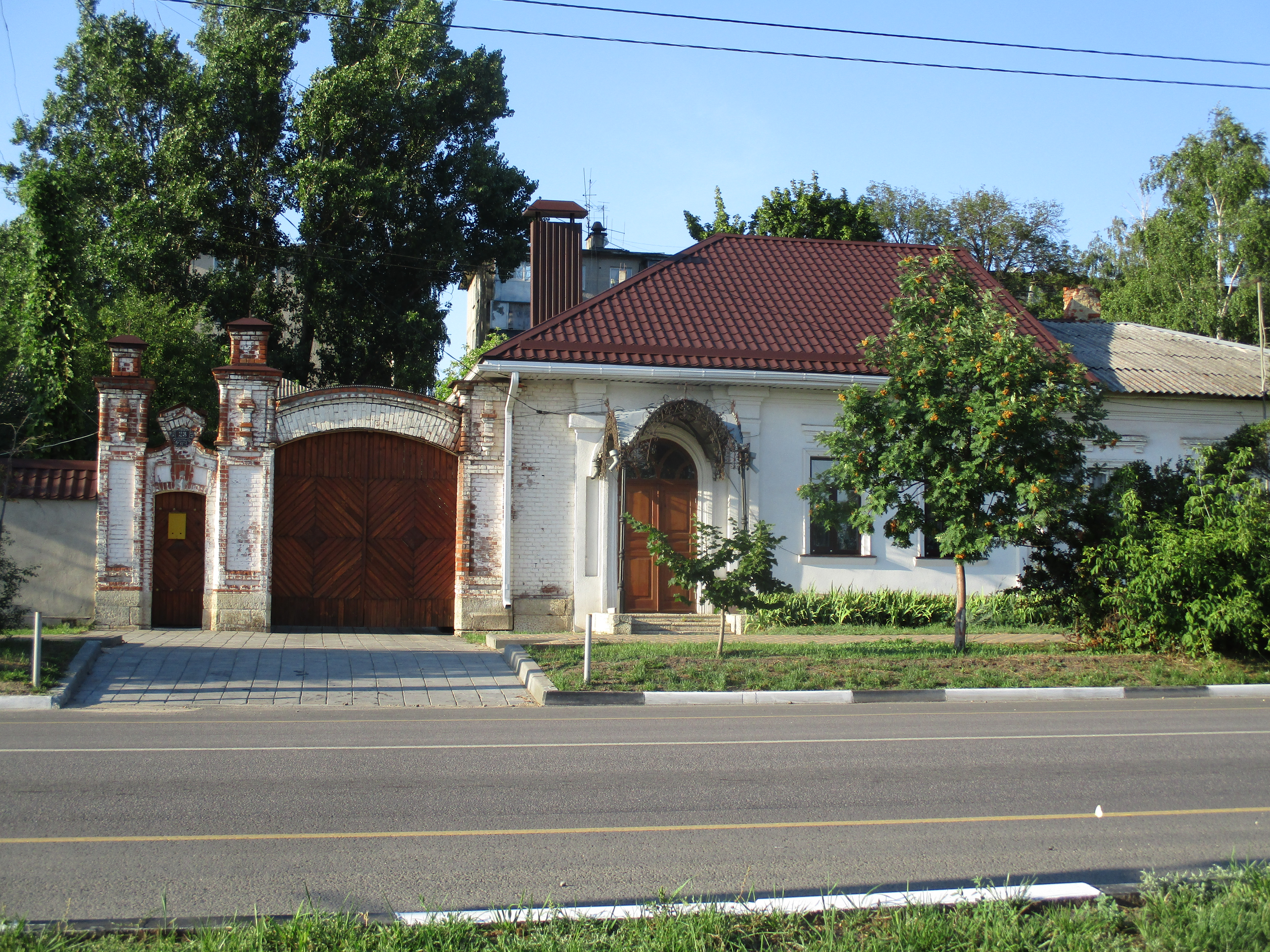
Дом в котором родился писатель Николай Задонский

С 1920 года пишет статьи и очерки в газету «Красная деревня»
Как поэт Задонский причисляет себя к имажинистам. В своих воспоминаниях он указывает оценку, которую дал его стихам С. А. Есенин: «Озоруют ребята. Что тут хорошего… И не остроумно!.. А в стихах твоих… есть хорошие строчки. Но до настоящего мастерства далеко. Упорно работать нужно. И так стихи писать, чтобы они душу человеческую жгли и выворачивали, никого спокойным не оставляли. Не можешь так писать — лучше не пиши совсем!»
В 1942 году воины РККА и партизаны отряда имени Дениса Давыдова обратились к писателю с письмом, в связи с прочтением ими очерка Задонского «Партизаны». В письме бойцы подали идею писателю более подробно исследовать и рассказать о жизни Д. В. Давыдова. Начинается работа над хроникой «Денис Давыдов». В 1944 году писатель выезжает в последнее имение поэта-партизана — Верхняя Маза, где расспрашивает старожилов, изучает архивы Пензы, Саратова, Ульяновска; в Ленинградском историческом архиве обнаруживает ранее неизвестные письма Закревского, добавлявшие новые интересные штрихи к портрету поэта-воина.
О хронике «Денис Давыдов» доктор исторических наук П. Жилин говорил, что Задонский «первый из писателей и историков раскрывает с исчерпывающей полнотой картину партизанской борьбы отряда Дениса Давыдова, её географию и характер».
Отличительная черта исторических произведений Задонского — опора на архивные данные, подробная ссылка на документальные источники.
По поводу исторической хроники «Горы и звезды» В. Н. Болдырев заметил: «открытие Н. А. Задонским Н. Н. Муравьёва можно с полным основанием сравнить с открытием Ю. Н. Тыняновым В. К. Кюхельбекера». Тот же труд Задонского советский историк, академик М. В. Нечкина трактовала так: «Книга написана как документальная хроника. Форма эта вполне оправдана и обоснована архивными находками автора.
Богатое документальное наследство Н. Н. Муравьева — его дневники, мемуары, переписка, — хорошо уложились в эту емкую повествовательную структуру. Включение больших документальных текстов, часто впервые публикуемых, вполне оправдана и придает особое обаяние подлинности рассказа о жизни героя — реального исторического человека… И какого человека!»
На Первом съезде писателей РСФСР Л. С. Соболев назвал Задонского первым в числе писателей, посвятивших свой талант художественно-исторической литературе.
Н. А. Задонский умер 15 июня 1974 года в Воронеже. Похоронен в Задонске.

## Произведения
- Историческая хроника «Денис Давыдов» (1944—1956)[2]
- Историческая хроника «Горы и звезды (Жизнь Н. Н. Муравьёва)»[3]
- Историческая хроника «Смутная пора» (1940—1954)
- Историческая хроника «Донская либерия» (1938—1959)[4]
- Историческая хроника «Внук декабриста»
- Историческая хроника «Тайны времен минувших»
- Поэтический сборник «Стихи сердца, нити вечерние…»
- Поэтический сборник «Бубенцы»
- Литературные этюды «В потоке жизни»
- Мемуары «Интересные современники. Любопытная старина»
- Пьеса «Соловьи поют»
- Пьеса «Ложный стыд»
- Пьеса «День рождения»
- Пьеса «Бедовый месяц»
- Пьеса «Леса горят» (в соавторстве с В. А. Кораблиновым)
- Пьеса «Зарево»
- Пьеса «Лейтенант Шмидт»
- Пьеса «Огни Крутостроя» (1930)
- Пьеса «Золотые берега»
- Пьеса «Деньги»
- Комедия «Тайна исповеди»
- Комедия «Товарищ из центра»
- Комедия «Байкот»
- Комедия «Ложный стыд»
- Комедия «День рождения» (1939)
- Очерк «Огни Курапстроя» (1929)
- Очерк «Полтава»
- Очерк «Партизаны»
- Очерк «Борис Чепурной»
- «Донские вечера» (1967)
- «Там, где жил великий писатель»